# Citice
Citice (németül: Zieditz) község Csehországban a Karlovy Vary-i kerület Sokolovi járásában. Közigazgatásilag hozzá tartozik Hlavno (Kloben).

## Nevezetességek
- Szentkereszt felmagasztalása templom
- Az 1894-es bányászsztrájk emlékműve
- A két világháború áldozatainak emlékműve

## Híres emberek
- Itt született Erich Kühnhackl (1950) német jégkorongozó

## Népesség
A település népessége az elmúlt években az alábbi módon változott:
| Lakosok száma | 535  | 995  | 2036 | 1473 | 970  | 855  | 906  | 922  | 874  | 871  |
|               | 1869 | 1890 | 1921 | 1950 | 1980 | 2001 | 2017 | 2019 | 2022 | 2024 |

## Jegyzetek

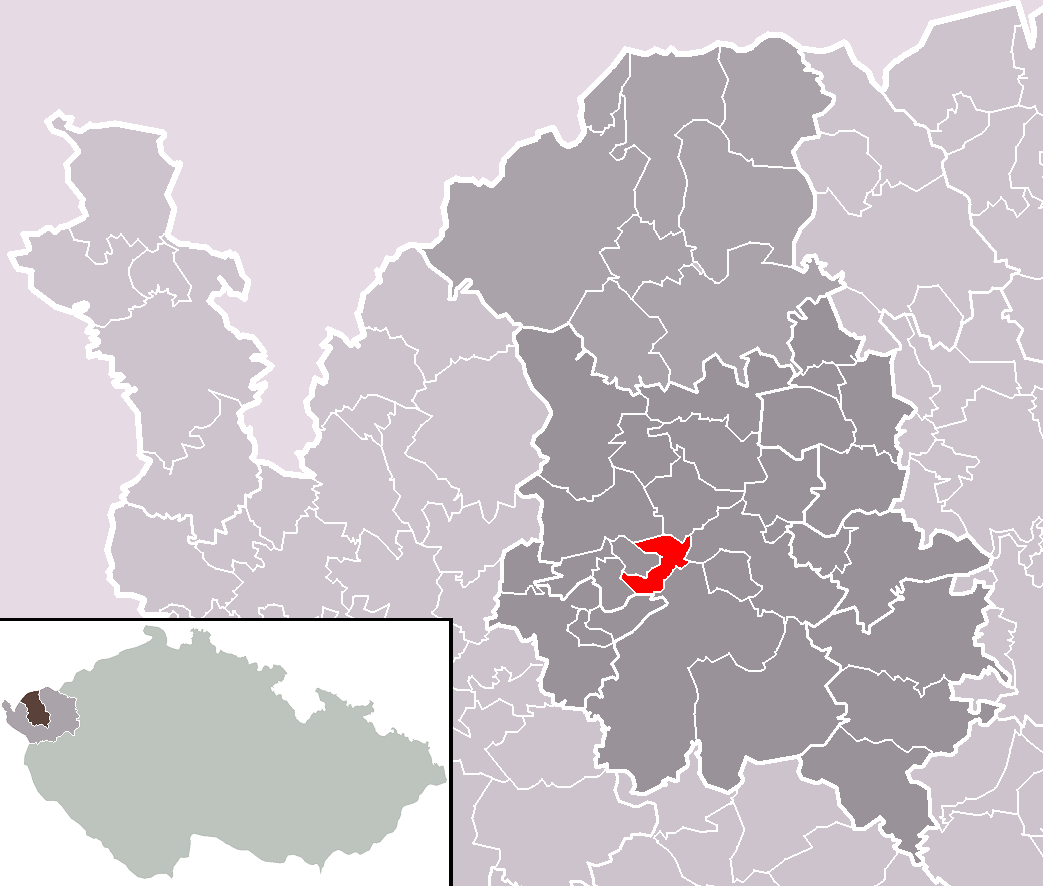
A község közigazgatási területe